# Hamengkubuwono III
 (juin 2019).
Si vous disposez d'ouvrages ou d'articles de référence ou si vous connaissez des sites web de qualité traitant du thème abordé ici, merci de compléter l'article en donnant les références utiles à sa vérifiabilité et en les liant à la section « Notes et références ».
Hamengkubuwono III, également orthographié Hamengkubuwana III (né le 20 février 1769 - mort le 3 novembre 1814) est le troisième sultan de Yogyakarta, il a régné de 1810 à 1811 et de 1812 à 1814.
Son fils aîné était Diponegoro et Hamengkubuwono IV, un de ces autres fils, lui succéda en 1814.